# Club Basquetbol Aismalíbar
El Club Basquetbol Aismalíbar fou un club de basquetbol català de la ciutat de Montcada i Reixac, fundat l'any 1940, i que fou un dels clubs de bàsquet punters de l'estat espanyol de les dècades del 1950 i 1960. L'uniforme del club combinava els colors vermell, blanc i blau.
Va nàixer com a Grup Esportiu de l'empresa Aismalíbar, que es va inscriure a la competició de la lliga Obra Sindical d'Educación y Descanso tant en categoria masculina com femenina. Després de diversos èxits a aquest nivell i de ser campió provincial en diverses ocasions, l'empresa el 1951 va inscriure un equip en competicions federades de la Federació Catalana de Bàsquet com a CB Aismalíbar. L'equip federat va quedar successivament campió de regional i de segona catalana, i va aconseguir l'ascens a la primera divisió catalana la temporada 1954-55 i l'any següent en fou el campió.
Fou un dels equips fundadors de la Lliga estatal de primera divisió, on jugà entre el 1956 i el 1964.
Entre els jugadors històrics, destaquen Emiliano Rodríguez, Nino Buscató, Eduard Kucharski, Alfons Martínez, Joan Riera i Francesc Borrell. Eduard Kucharski, també fou entrenador del club.

## Historial

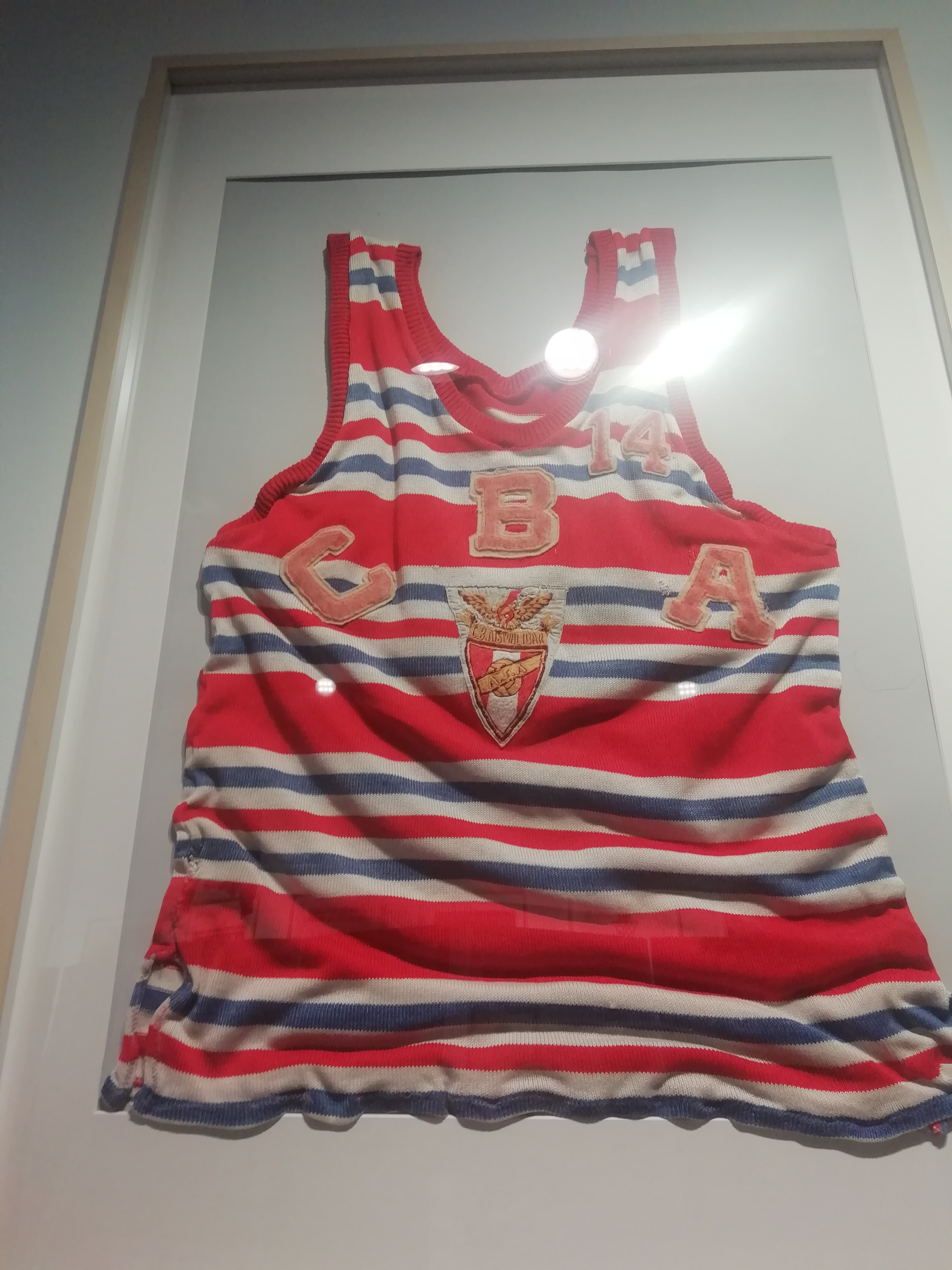
Samarreta de l'equip CB Aismalíbar.

### Lliga espanyola de bàsquet
- 1956-1957. 1a Divisió: 4t
- 1957-1958. 1a Divisió: 3r
- 1958-1959. 1a Divisió: 5è
- 1959-1960. 1a Divisió: 4t
- 1960-1961. 1a Divisió: 5è
- 1961-1962. 1a Divisió: 7è
- 1962-1963. 1a Divisió: 5è
- 1963-1964. 1a Divisió: 4t

### Copa del Rei de bàsquet
- 1955-1956. Subcampió, enfront del Reial Madrid (59-55) a Madrid[4]
- 1956-1957. Subcampió, enfront del Reial Madrid (54-50) a Vigo[4]
- 1958-1959. Subcampió, enfront del F.C. Barcelona (50-36) a Barcelona[4]
- 1963-1964. Subcampió, enfront del Picadero J.C. (63-51) a Lugo[4]

## Palmarès
- Trofeu Joan Antoni Samaranch:
  - 1958-59, 1962-63, 1963-64
- Trofeu Vicente Bosch:
  - 1955, 1957